# دافيدي بيناتو
دافيدي بيناتو (بالإيطالية: Davide Pinato)‏ هو لاعب كرة قدم إيطالي في مركز حراسة المرمى، ولد في 15 مارس 1964 في مونزا في إيطاليا. لعب مع أتالانتا وإيه سي ميلان ونادي بياتشينزا ونادي سامبدوريا ونادي مونزا.

## وصلات خارجية
- دافيدي بيناتو على موقع قاعدة بيانات كرة القدم.إي يو (الإنجليزية)
- دافيدي بيناتو على موقع Soccerbase.com (لاعب) (الإنجليزية)
- دافيدي بيناتو على موقع عالم كرة القدم.نت (الإنجليزية)